# Ruellia norvegigratiosa
Ruellia norvegigratiosa är en akantusväxtart som beskrevs av Mcdade och E.A.Tripp. Ruellia norvegigratiosa ingår i släktet Ruellia och familjen akantusväxter. Inga underarter finns listade i Catalogue of Life.